# Mollinedia boliviensis
Mollinedia boliviensis är en tvåhjärtbladig växtart som beskrevs av A. Dc.. Mollinedia boliviensis ingår i släktet Mollinedia och familjen Monimiaceae. Inga underarter finns listade i Catalogue of Life.